# Thunderbolt
|  | Per a altres significats, vegeu «Republic P-47 Thunderbolt». |

Thunderbolt, abans conegut pel seu nom clau Light Peak, és el nom utilitzat per Intel per designar a un tipus de connector d'alta velocitat que fa ús de tecnologia òptica.
Té capacitat per a oferir una gran amplada de banda, fins a 20 gigabits per segon, però podria desenvolupar-se en la propera dècada fins a arribar als 100 Gbit/s. A 10 Gbit/s un Blu-ray pot ser transferit en menys de 30 segons.
Ha estat concebut per reemplaçar a alguns busos actuals, tals com FireWire i HDMI. Amb la tecnologia Light Peak un únic cable de fibra òptica podria substituir 50 cables de coure utilitzats per a la transmissió d'una única escena en tres dimensions. La tecnologia Light Peak va ser mostrada a l'Intel Developer Forum el 23 de setembre de 2009. Aquesta tecnologia va ser desenvolupada per Intel en col·laboració amb Apple Inc
La primera versió (Cactus Ridge) està completament fabricada de coure en lloc de fibra òptica.

## Característiques

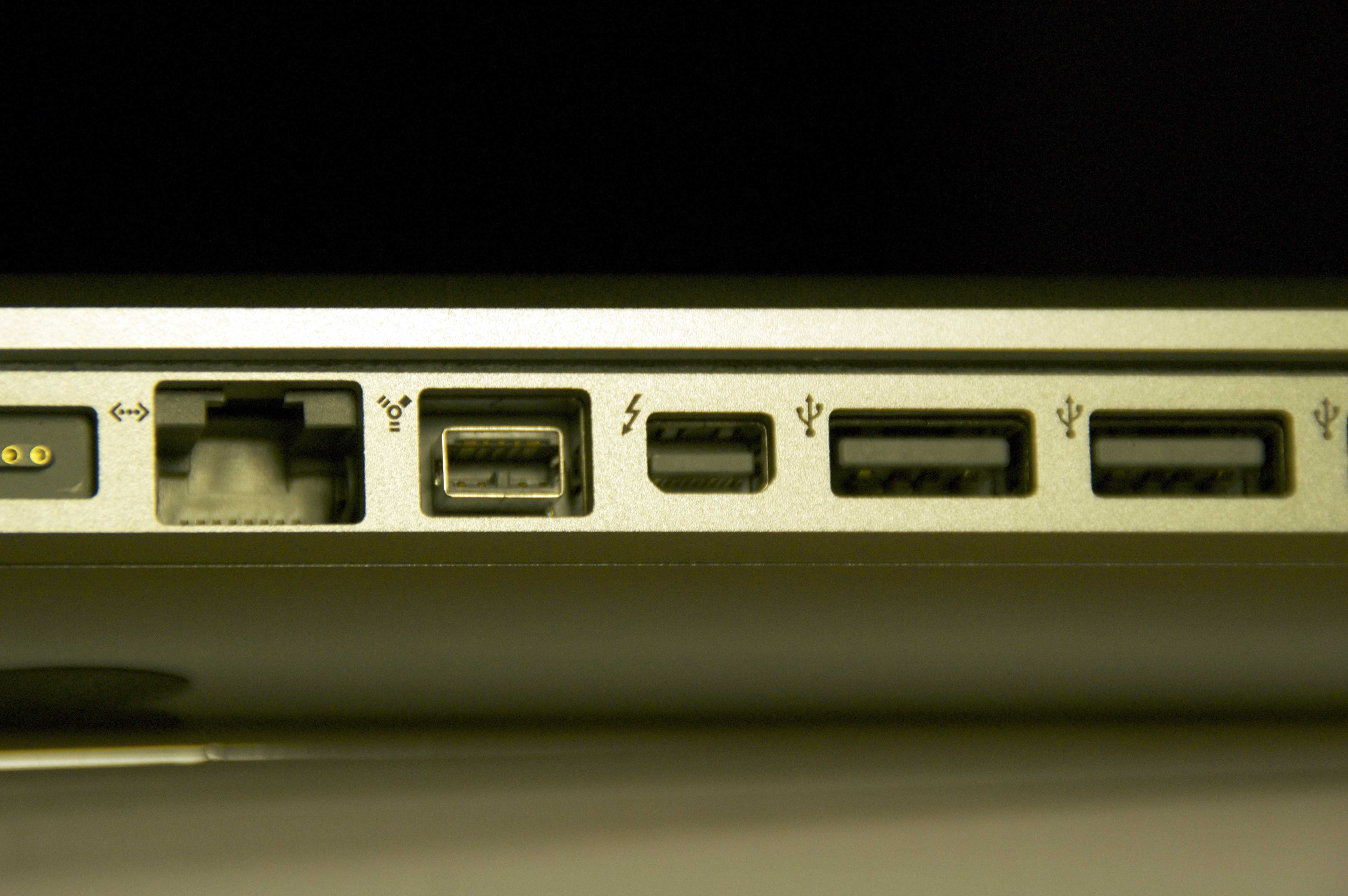
Macbook Pro amb Interfície Thunderbolt

Thunderbolt posseeix les següents característiques:
- 10 Gbit/s sobre cable de coure a distàncies de fins a 3 metres (Light Peak, el prototip, usava cables de fibra òptica que funcionaven a distàncies de fins i tot 100 metres).
- Connexió simultània a múltiples dispositius
- Múltiples protocols
- Transferència bidireccional
- Implementació de la qualitat de servei
- Substitució en calent